# Camptopus lateralis
Camptopus lateralis, auch Sichelbein genannt, ist eine Wanze aus der Familie der Krummfühlerwanzen (Alydidae). Die Art wurde von Ernst Friedrich Germar im Jahr 1817 als Alydus lateralis erstbeschrieben.

## Merkmale
Die Wanzen sind 11,5–14 mm lang. Sie besitzen einen länglichen rotbraunen Körper. Über den Kopf verläuft mittig eine helle Längslinie. Die Seitenränder des Pronotums sowie der Corien sind weißlich. Zentral am Hinterrand des Pronotums sowie am apikalen Ende des Schildchens befindet sich jeweils ein kleiner weißer Fleck. Der Kopf ist breiter als der Vorderrand des Halsschildes. Die Fühler sind schwarz, gelb und rotgelb gemustert. Die verdickten hinteren Femora haben auf der Unterseite mehrere kräftige Zähne. Die Hinterschienen sind gebogen.
Von der verwandten Art Alydus calcaratus lassen sich die ausgewachsenen Wanzen durch ihre stark verdickten hinteren Femora sowie die gebogenen Hinterschienen unterscheiden. Diese sind bei A. calcaratus gerade.
Die Nymphen ähneln Ameisen. Über den Kopf verlaufen drei helle Längsstreifen. Auf ihrem Hinterleib befinden sich schwarze Flecke.

## Verbreitung
Camptopus lateralis ist eine mediterrane Art. Ihr Verbreitungsgebiet reicht im Süden bis nach Nordafrika, im Osten bis nach Zentralasien und in die Orientalis. Im 20. Jahrhundert war sie nur von einem historischen Fund in Deutschland bekannt. Vermutlich als Folge des globalen Klimawandels breitete sich die Art in den letzten Jahren immer weiter nach Norden aus. 2017 wurde sie als Neufund im Süden Baden-Württembergs gemeldet. Seitdem werden die Wanzen immer häufiger in Deutschland gesichtet. Gemäß gemeldeter Beobachtungen auf der Website der Global Biodiversity Information Facility (GBIF) haben die Wanzen entlang dem Oberrhein bis Mai 2023 Mainz erreicht. Aus England gibt es Funde seit Anfang der 2020er Jahre.

## Lebensweise
Camptopus lateralis ist eine polyphage Art. Sie ist vorwiegend an Hülsenfrüchtler (Fabaceae) als Nahrungspflanzen gebunden. Als Wirtspflanzen werden genannt: der Tragant (Astragalus), Kronwicken (Coronilla), der Ginster (Genista), der Hornklee (Lotus), der Schneckenklee (Medicago), der Klee (Trifolium) der Stechginster (Ulex), Esparsetten (Onobrychis) und Hauhecheln (Ononis), ferner Katzenminzen (Nepeta), das Zwiebel-Rispengras (Poa bulbosa), das Gewöhnliche Rispengras (Poa trivialis), der Schwarze Holunder (Sambucus nigra), die Acker-Ringelblume (Calendula arvensis), das Kanadische Berufkraut (Conyza canadensis), die Palisaden-Wolfsmilch (Euphorbia characias), das Echte Johanniskraut (Hypericum perforatum) und der Stech-Wacholder (Juniperus oxycedrus). Man beobachtete zudem die Wanzen zu mehreren gemeinsam mit anderen Wanzenarten an Hundekot saugend. Die Wanzen bevorzugen trockenwarme, sonnige Standorte. Die Wanzen findet man u. a. an Waldrändern und Ackerrainen. Die überwinternden Imagines erscheinen Ende März. Ab Mitte Juli kann man die Imagines der Folgegeneration beobachten. Diese sind noch bis in den Oktober aktiv.

## Bilder

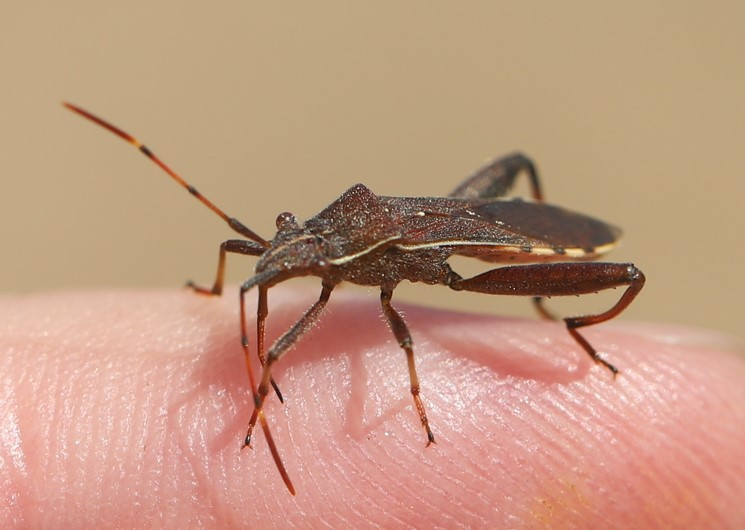
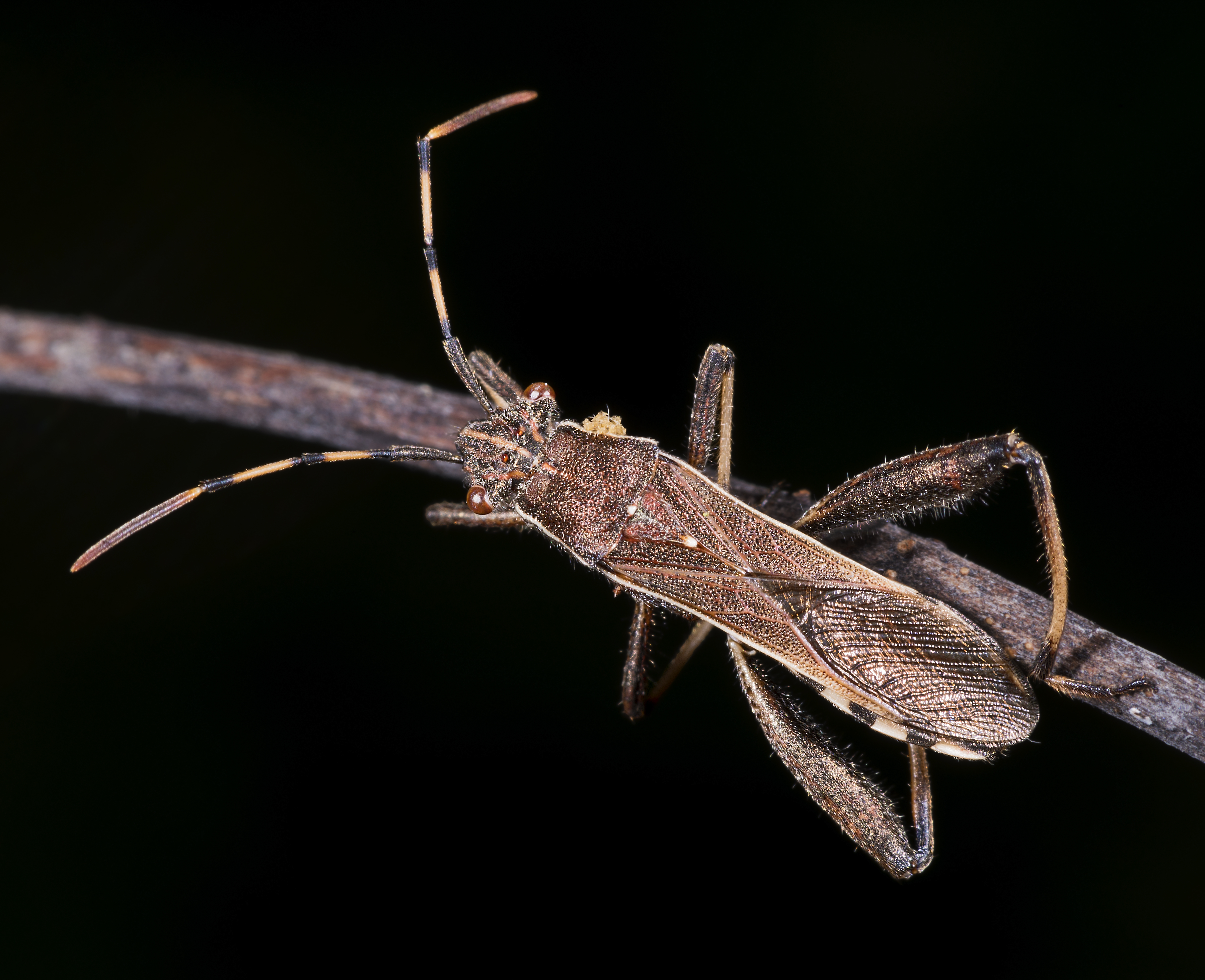
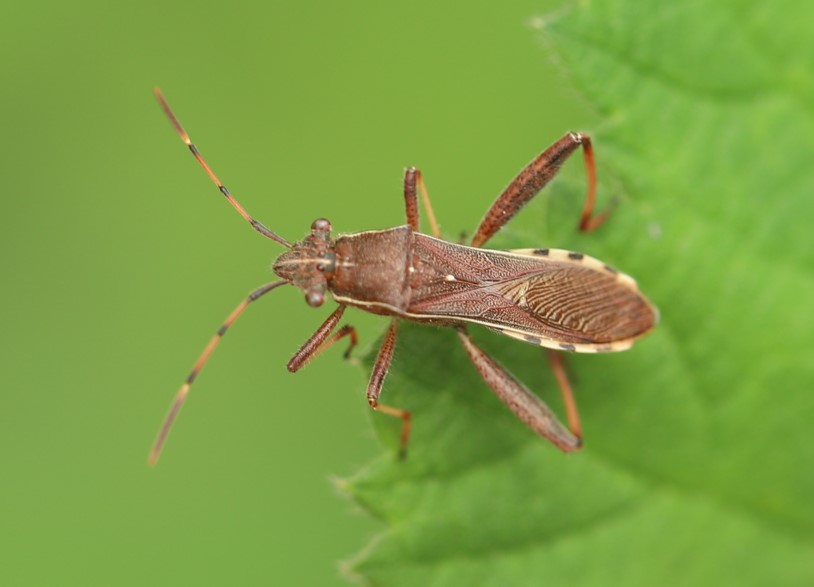
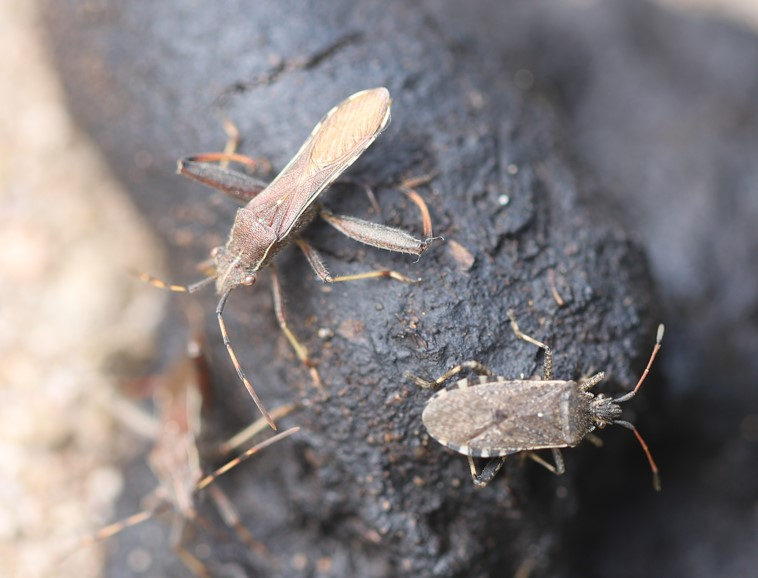
mit Ceraleptus gracilicornis an Hundekot
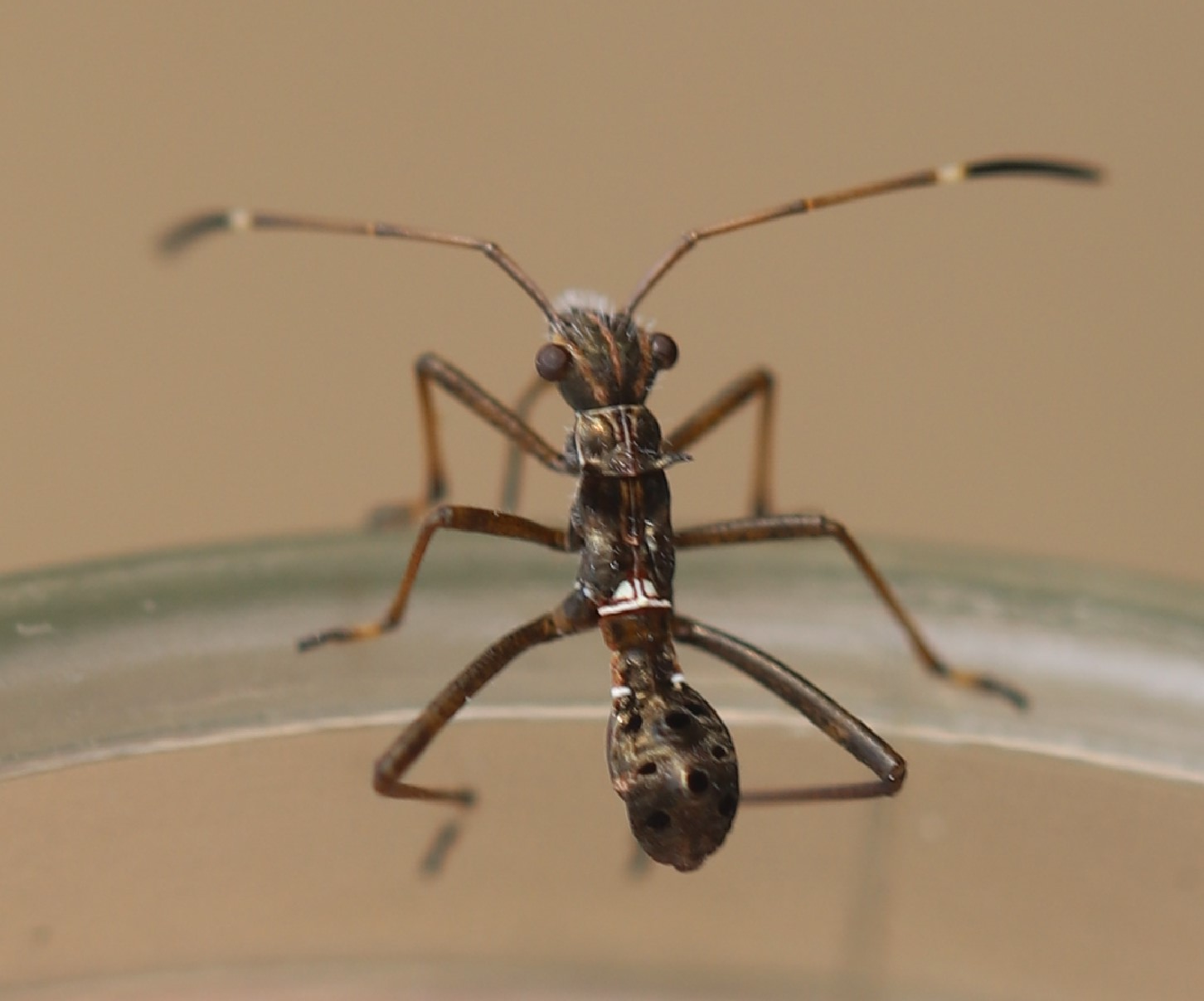
Nymphe, Dorsalansicht
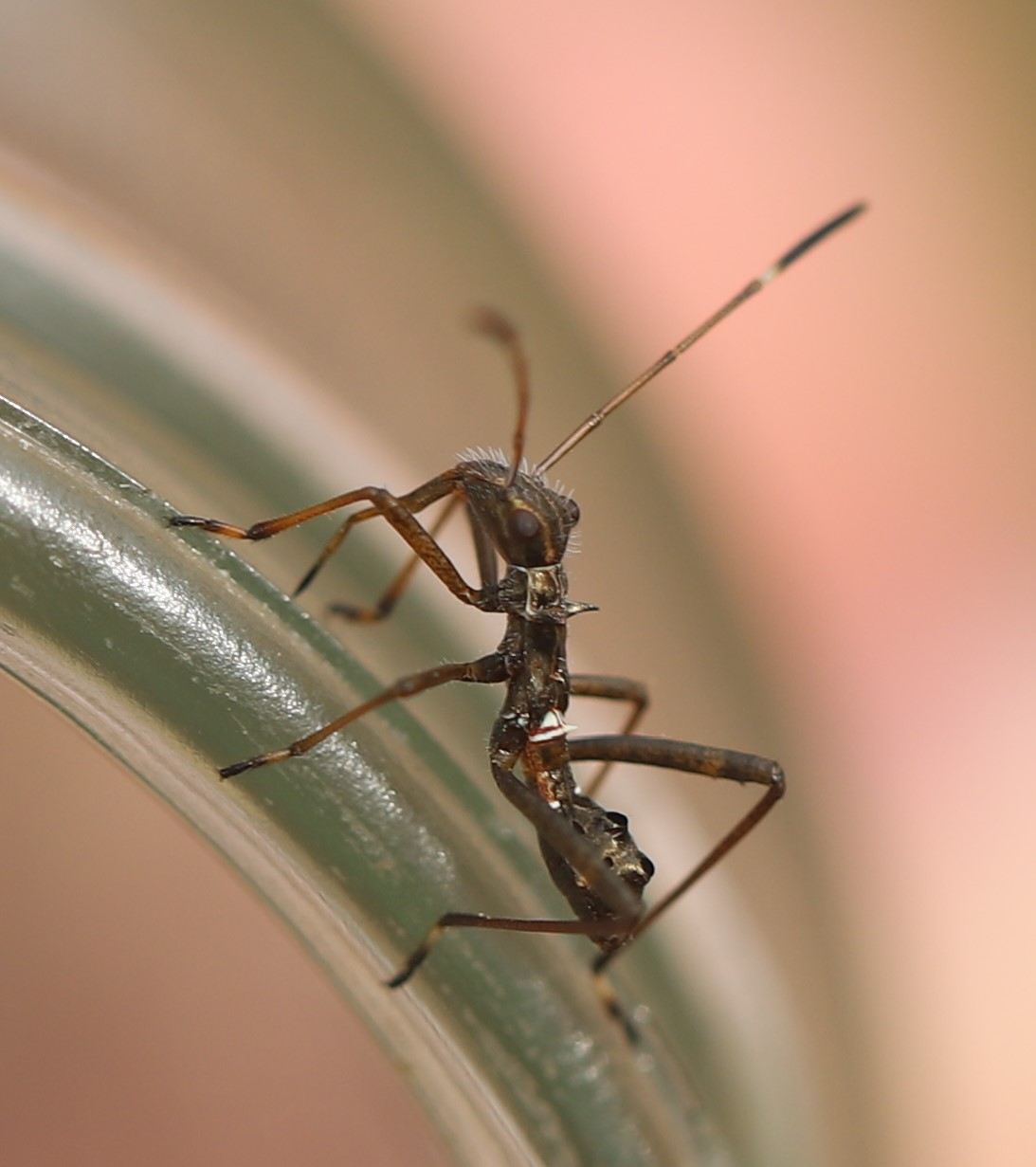
Nymphe
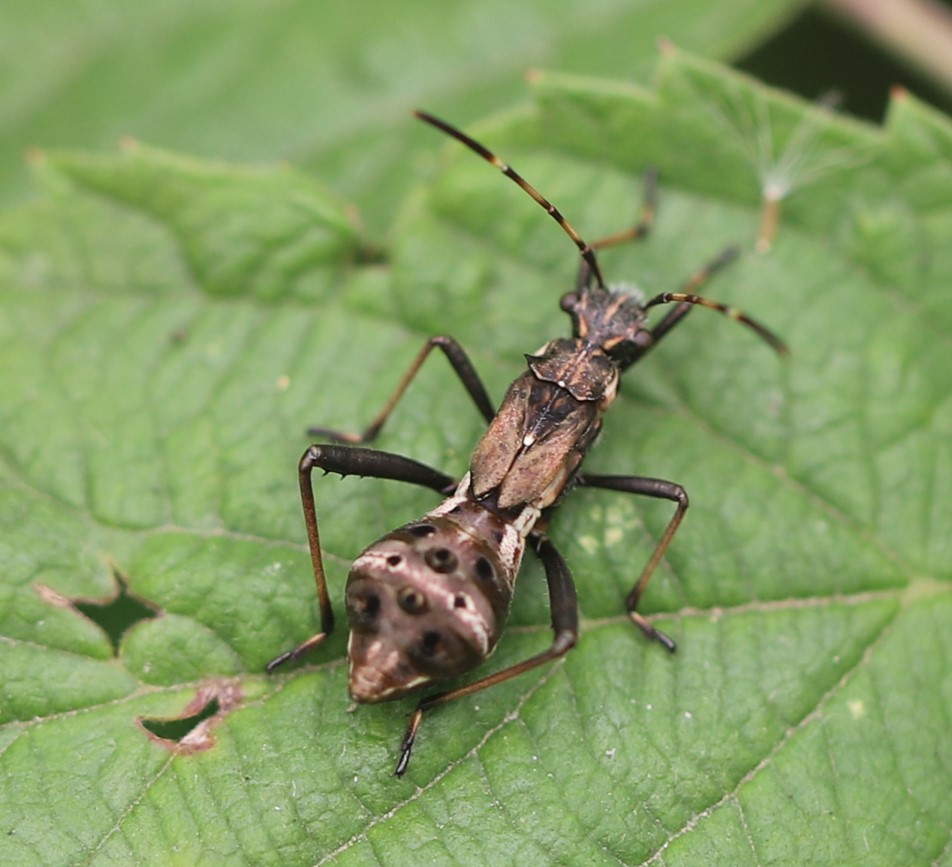
Reife Nymphe